# Бой в проливе Мона
Бой в проливе Мона — морской бой 19 апреля 1782 между английской эскадрой под командованием контр-адмирала Самуэля Худа, и небольшим французским отрядом. Произошел в проливе Мона, между Эспаньолой и Пуэрто-Рико, вскоре после британской победы при островах Всех Святых. Британцы догнали и захватили четыре корабля, два из которых были 64-пушечные линейные.

## Предыстория
Между 9 апреля и 12 апреля 1782 года британский флот под командованием адмирала Джорджа Родни дал бой и победил французский флот графа де Грасса в битве при островах Всех Святых, чем сорвал планы французского вторжения на Ямайку. Контр-адмирал сэр Самуэль Худ воевал в этом сражении под командованием Родни, и весьма критически расценил нежелание своего адмирала развить успех преследованием отступающего противника. Британский флот направился на Ямайку, откуда Родни наконец отрядил Худа ловить отставшие или поврежденные французские корабли, бежавшие после боя. Эскадра Худа из тринадцати кораблей пошла в направлении к Сан-Доминго, и в проливе Мона, наткнулся на нескольких французов, которые отстали от своих до боя и теперь направлялись к Кап-Франсуа.

## Бой
Худ начал преследование французских кораблей. Это оказались 64-пушечные Caton и Jason, фрегаты Aimable и Astree, и 18-пушечный корвет Ceres. Лучшие ходоки, обшитые медью британцы вскоре догнали французские корабли, и смогли отрезать и окружить их. HMS Valiant захватил Jason и Caton ценой четырёх убитых и шести раненых, в то время как HMS Magnificent захватил Aimable за счет четырёх убитых и восемь раненых. Astree, однако, удалось бежать с минимальным ущербом.

## Последствия
Захваченные французские корабли были приведены в Англию для дальнейшего использования. Jason был переименован в HMS Argonaut, в то время как Caton, пришвартованный в Солташ в Корнуолле, использовался в качестве госпитального судна для военнопленных. В этой роли он оставался и во время Наполеоновских войн. Aimable был переименован HMS Aimable и служил в Королевском флоте до 1811 года.

## Состав эскадр
| Британская эскадра  | Британская эскадра | Британская эскадра   | Французская эскадра | Французская эскадра | Французская эскадра |
| Корабль (пушек)     | Командир           | Примечание           | Корабль (пушек)     | Командир            | Примечание          |
| ------------------- | ------------------ | -------------------- | ------------------- | ------------------- | ------------------- |
| Barfleur (98)       | John Knight        | флагман Самуэля Худа | Caton (64)          | De Framand          | захвачен            |
| Alfred (74)         | W. Bayne           |                      | Jason (64)          |                     | захвачен            |
| Belliqueux (64)     | A. Sutherland      |                      | Astrée (36)         |                     | ушел                |
| Magnificent (74)    | Robert Linzee      |                      | Aimable (32)        |                     | захвачен            |
| Monarch (74)        | F. Reynolds        |                      | Ceres (18)          |                     | захвачен            |
| Montagu (74)        | George Bowen       |                      |                     |                     |                     |
| Prince William (64) | G. Wilkinson       |                      |                     |                     |                     |
| Valiant (74)        | Samuel Goodall     |                      |                     |                     |                     |
| Warrior (74)        | James Wallace      |                      |                     |                     |                     |
| Yarmouth (60)       |                    |                      |                     |                     |                     |
| Champion (24)       |                    | шлюп                 |                     |                     |                     |
| Alecto (12)         |                    | брандер              |                     |                     |                     |